# Aidan Ross
Pour les articles homonymes, voir Ross.
Pas d'image ? Cliquez ici

a Compétitions nationales et continentales officielles uniquement.

b Matchs officiels uniquement.
Dernière mise à jour le 11 août 2025.
Aidan Ross, né le 25 octobre 1995 à Sydney (Australie), est un joueur de rugby à XV international néo-zélandais puis australien. Il évolue au poste de pilier avec les Chiefs en Super Rugby et avec Bay of Plenty en National Provincial Championship entre 2017 et 2025, puis avec les Queensland Reds depuis 2025.

## Biographie
Aidan Ross, est né à Sydney en Australie, mais grandit en Nouvelle-Zélande dans la région de la Baie de l'Abondance. Il est d'origine écossaise par son grand-père. Il est éduqué dans un premier temps au Otumoetai College de Tauranga, avant de terminer sa scolarité au Tauranga Boys' College (en),.
Ross est le compagnon de la joueuse internationale néo-zélandaise de rugby à sept Michaela Blyde,.

## Carrière

### En club
Aidan Ross suit sa formation rugbystique avec Tauranga Boys' College (en), et joue avec l'équipe de l'établissement dans le championnat scolaire,. Il représente parallèlement les équipes jeunes de la province de Bay of Plenty,.
Après avoir terminé le lycée, il joue au début de l'année 2015 avec son club amateur des Te Puke dans le championnat amateur de la région de la Baie de l'Abondance,. 
Peu après, il signe son premier contrat professionnel avec la province de Bay of Plenty, pour disputer la saison 2015 de National Provincial Championship (NPC),. Il joue son premier match le 21 août 2015 contre Tasman. Il joue trois rencontres lors de sa première saison, dont une seule titularisation. Il obtient un temps de jeu conséquent à partir de la saison suivante, où il se partage le poste de pilier gauche avec Siegfried Fisi'ihoi. Il joue également pour l'équipe Development (espoir) de la franchise des Chiefs en 2015 et 2016,
En 2017, il recruté peu avant de début de la saison par les Chiefs, afin de compenser une blessure au sein de l'effectif. Il joue son premier match de Super Rugby le 22 avril 2017 contre la Western Force. Lors de cette saison, il joue cinq matchs, tous en tant que remplaçant. La même année, il dispute avec sa franchise à l'occasion du match contre les Lions britanniques lors de leur tournée en Nouvelle-Zélande.
Après cette première saison en Super Rugby, il est prolongé par les Chiefs pour une saison de plus. Profitant de l'absence du All Black Kane Hames, Ross dispute le début de sa seconde saison dans la peau d'un titulaire,. Il est cependant brutalement interrompu en avril 2018, lorsqu'il se fracture la jambe lors d'un match contre les Hurricanes, ce qui l'éloigne des terrains pendant plus de huit mois. Malgré sa blessure récente, son contrat est prolongé pour trois saisons supplémentaires, soit jusqu'en 2021,.
Il effectue son retour à la compétition lors de la saison 2019 de Super Rugby. Il retrouve immédiatement sa place de titulaire lors de la première partie de saison, avant perdre sa place au profit d'Atunaisa Moli lors de la seconde partie de saison. 
Plus tard la même année, il nommé capitaine de sa province de Bay of Plenty. Dès sa première saison en charge, il remporte alors le Championship (deuxième division du NPC) après une finale remportée face à Hawke's Bay,.
À partir de 2020, Ross retrouve une place de titulaire avec les Chiefs, et prolonge son contrat jusqu'en 2024,. En 2021, il est finaliste du Super Rugby Aotearoa avec son équipe, après une défaite face aux Crusaders. En octobre 2022, il prolonge encore son contrat avec les Chiefs, cette fois jusqu'en 2025.
A la fin de son contrat, Ross signe avec les Queensland Reds, domiciliés à Brisbane. Il effectue son premier match avec ses nouvelles couleurs contre les Lions Britanniques et Irlandais.

### En équipe nationale
Aidan Ross est sélectionné pour évoluer avec l'équipe de Nouvelle-Zélande des moins de 20 ans en 2015, et participe au championnat du monde junior en Italie,. Il dispute trois matchs lors du tournoi, que son équipe remporte.
En juin 2017, il est sélectionné avec les Provincial Barbarians (sélection des meilleurs joueurs de NPC) pour un match contre les Lions britanniques en ouverture de la Tournée des Lions en Nouvelle-Zélande,.
En juillet 2021, il est sélectionné pour la première fois avec les All Blacks par Ian Foster, afin de compenser la blessure de Karl Tu’inukuafe,. Il participe alors aux entraînements, mais ne dispute aucun match.
Il rappelé en sélection un an plus tard, afin de préparer une série de test-matchs face à l'Irlande,. Il obtient sa première cape lors du deuxième match de la série le 9 juillet 2022 à Dunedin. Après ses deux premières sélections lors de cette série, il est ensuite sélectionné pour le Rugby Championship 2022, mais ne dispute aucun match.
En 2025, la carrière internationale d'Aidan Ross connait un rebond en Australie lors de la tournée des Lions. En effet, trois ans après sa dernière sélection internationale avec la Nouvelle-Zélande et étant donné qu'il est né à Sydney, il devient éligible pour l'Australie. Il est tout d'abord membre d'une sélection australienne et néo-zélandaise, appelée ANZAC XV (en) avant d'être appelée par Joe Schmidt dans l'équipe nationale australienne pour préparer le troisième test entre les Wallabies et les Lions, bien qu'il ne figure pas sur la feuille de match. Un mois plus tard, il fait de nouveau partie du groupe australien pour préparer le Rugby Championship 2025.

## Palmarès

### En franchise et province
- Vainqueur du NPC Championship en 2019 avec Bay of Plenty.
- Finaliste du Super Rugby Aotearoa en 2021 avec les Chiefs.
- Finaliste du Super Rugby en 2023, 2024 et 2025 avec les Chiefs.
- Finaliste du NPC en 2024 avec Bay of Plenty.

### En équipe nationale
- Vainqueur du Championnat du monde junior en 2015 avec la Nouvelle-Zélande.